# Campos pel Canvi

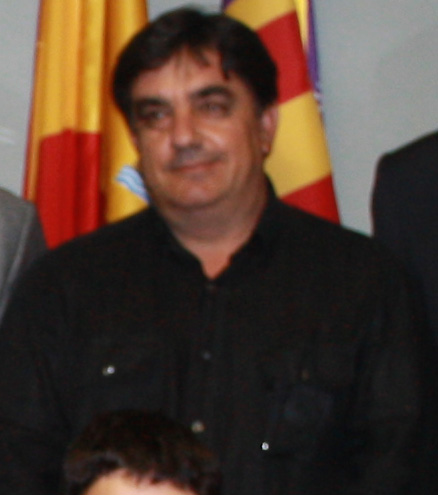
Joan Juan, líder de CpC

Campos pel Canvi fou una coalició electoral de Campos, a Mallorca formada pel Partit Socialista de Mallorca (PSM), el Partit Socialista (PSIB-PSOE) i Entesa per Mallorca (ExM). Els seus líders foren Joan Juan Pons (PSM) i Mateu Burguera (PSOE).
Campos pel Canvi es va presentar a les eleccions locals de Campos de maig de 2007. Obtengué 1133 vots (el 23,28% dels vots vàlidament emesos) i, en conseqüència, tres escons. Joan Juan va convertir-se en batle de la localitat, prenent-li el relleu a Guillem Ginard Sala, esent la primera vegada que Campos compta amb un batle nacionalista d'esquerres. La coalició va arribar a un pacte de govern amb Unió Mallorquina, però el 2009 va iniciar una moció de censura per tal de treure'l de l'ajuntament, convertint Joan Juan Pons en alcalde., i es va tornar a presentar a les Eleccions municipals espanyoles de 2011 repetint els tres escons.
A les Eleccions municipals espanyoles de 2015 el PSIB i Més per Mallorca s'hi presentaren per separat, no repetint la coalició.